# کریگ آدامز
کریگ آدامز (انگلیسی: Craig Adams (footballer)؛ زادهٔ ۱۵ فوریهٔ ۱۹۷۴) یک بازیکن فوتبال است.